# 足利高義
足利 高義（あしかが たかよし）は、鎌倉時代末期の武将。鎌倉幕府御家人。足利貞氏の長男。母は正室で北条顕時の娘・釈迦堂殿。足利尊氏・足利直義の異母兄に当たる。

## 略歴
元服に際して、北条氏得宗家当主の北条高時（鎌倉幕府第14代執権）より偏諱を受けて高義と名乗る。
鎌倉時代の足利氏嫡流家の歴代当主の諱はこれまで「得宗の当主の偏諱＋通字の「氏」」で構成されてきたが、高義の名には「氏」が付かずに清和源氏の通字である「義」の字が使われている背景にはこの当時の足利氏と北条得宗家の良好な関係の象徴であり、足利氏の鎌倉将軍および得宗家への忠節と引換に、足利氏が「源氏嫡流」として認められたとする見方もある（→「門葉」）。一方で、鎌倉時代の足利氏が「源氏の嫡流」だったとする同時代の史料は確認できず、その説が記されているのは戦国時代成立の『今川記』『今川家譜』で、鎌倉時代の足利氏の位置付けは「源氏の嫡流」ではなく「御家人の中の名門」と考えるのが妥当とする見解もある。
左馬頭に任じ、延福寺殿（円福寺殿）と号したことが系図に見えるが、早世したために詳細な足跡は不明である。正和4年（1315年）11月に「足利左馬助」名で鶴岡八幡宮の僧侶・円重に対して供僧職安堵の書状を出しており（「鶴岡両界壇供僧次第」）、足利家の家督を継承していたらしい。しかし、3年後の文保2年（1318年）9月には、家督を譲ったはずの父・貞氏が再び安堵状を出しており、この時までに高義は没したと考えられている。足利氏歴代当主の死没日がほぼ正確に記載されている『蠧簡集残編 六』所収「足利系図」には高義の死没日も記載されており、それに基づけば文保元年（1317年）に没したことになる。また、『前田本源氏系図』の高義の注記には「左馬助、従五位下、早世廿一、」と没年齢を21歳としており、これを採用した場合は永仁5年（1297年）生まれとなる。

## 備考
- 息子には安芸守某と田摩御坊源淋の2人がおり、このうち長男の安芸守某は、建武3年（1336年）に叔父の尊氏が九州に敗走した際、奥州で戦死したと伝わる。また息女も2人おり、それぞれ二橋上杉家の上杉朝定と甲斐武田氏惣領の武田信武の正室となっている。
- 当時の新田氏宗家は足利氏宗家の強い影響下にあった[11][12]。新田義貞の「義」は、義貞が元服した当時の足利氏当主であったとみられる高義の偏諱であったとする説がある[注釈 4]。

## 関連作品
- 河部真道　『バンデット -偽伝太平記-』講談社 - 前半部の副主人公的存在として登場する。